# Ramón Bóveda
Ramón César Bóveda (Pirané, Formosa, Argentina; 18 de marzo de 1949) es un exfutbolista argentino que se desempeñó en la posición de delantero extremo en Rosario Central, Platense, Sarmiento de Junín y Loma Negra, de Argentina, y en el Atlético Nacional de Colombia. Integró el plantel de la Selección de Argentina en la Copa América 1975.

## Trayectoria

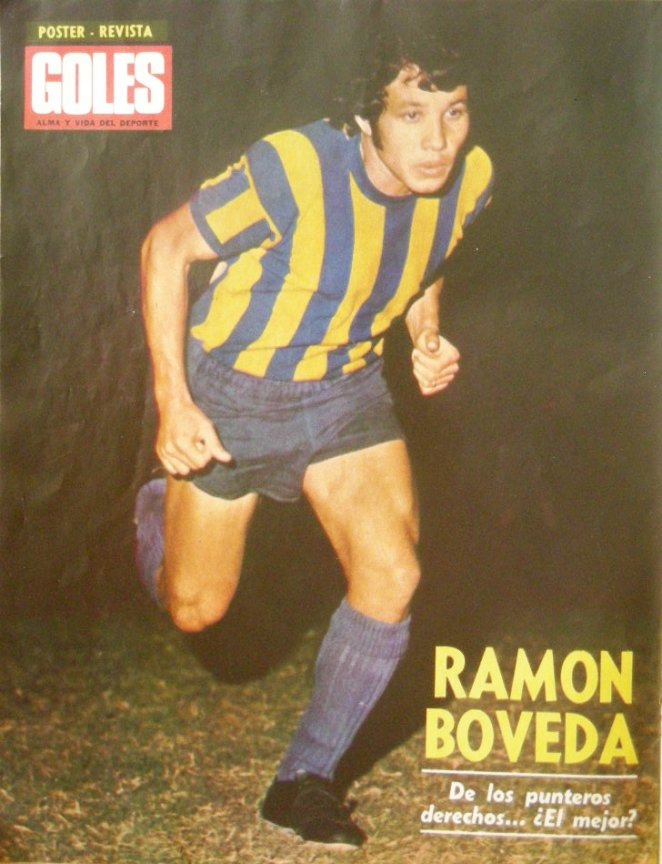
Aquí, siendo tapa de El Gráfico.

Nació el 18 de marzo de 1949 en Pirané, provincia de Formosa. Su debut en primera ocurrió en 1969, aunque recién en 1970 logró la titularidad. Integró los planteles campeones de 1971 y de 1973, siendo titular y pieza clave en ambos. Jugó 296 partidos en la primera de Rosario Central por torneos de AFA, con 43 goles marcados. Además, participó de las Copas Libertadores de 1971, 1972, 1974 y en la de 1975, donde fue semifinalista y el club auriazul no pudo clasificar a la final de la misma por solo un gol de diferencia. Entre 1974 y 1975 integró una recordada delantera del equipo canalla en donde acompañaba a Roberto Cabral y a Mario Alberto Kempes.
Entre 1976 y 1977 jugó en Colombia para el Atlético Nacional, en donde logró el campeonato de Primera A. Regresó a Rosario Central, hasta que en 1979 se alejó definitivamente del club y recaló en Platense. 
También jugó en Sarmiento de Junín para poner fin a su carrera en Unión San Vicente, en 1983.

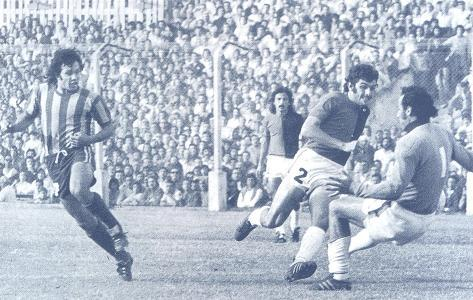
Gol de Ramón Bóveda a Newell's en 1974. El encuentro finalizó con victoria canalla 3-0.

## Selección nacional
Gracias a sus buenas actuaciones en Rosario Central fue convocado por primera vez a la selección argentina en 1972. Ese año disputó tres partidos amistosos: ante Paraguay, Chile y España.
Formó parte del plantel que disputó la Copa América 1975. Jugó los cuatro partidos de la fase de grupos y marcó su único gol con la camiseta de Argentina en la victoria de 11 a 0 ante Venezuela.

### Participaciones en Copa América
| Copa América      | Sede          | Resultado     |
| ----------------- | ------------- | ------------- |
| Copa América 1975 | Sin sede fija | Primera ronda |

## Clubes
| Club               | País      | Año       |
| ------------------ | --------- | --------- |
| Rosario Central    | Argentina | 1969-1976 |
| Atlético Nacional  | Colombia  | 1976-1977 |
| Rosario Central    | Argentina | 1978-1979 |
| Platense           | Argentina | 1980-1981 |
| Sarmiento de Junín | Argentina | 1982      |
| Loma Negra         | Argentina | 1983      |

## Estadísticas
Datos actualizados al fin de la carrera deportiva.
| Rosario Central Argentina |               |               |     |    |    |    |    |     |      |      |      |
| 1.ª |               |               |     |    |    |    |    |     |      |      |      |
| N-1968 | 1             | 0             | -   | -  | -  | -  | 1  | 0   | 0,00 |      |      |
| M-1969 | 4             | 1             | 4   | 0  | -  | -  | 8  | 1   | 0,12 |      |      |
| M-1970 | 12            | 4             | 2   | 0  | -  | -  | 14 | 4   | 0,28 |      |      |
| N-1970 | 22            | 5             | -   | -  | -  | -  | 22 | 5   | 0,22 |      |      |
| M-1971 | 36            | 3             | -   | -  | 5  | 1  | 41 | 4   | 0,09 |      |      |
| N-1971 | 13            | 0             | -   | -  | -  | -  | 13 | 0   | 0,00 |      |      |
| M-1972 | 32            | 4             | -   | -  | 6  | 1  | 38 | 5   | 0,13 |      |      |
| N-1972 | 10            | 2             | -   | -  | -  | -  | 10 | 2   | 0,20 |      |      |
| M-1973 | 15            | 1             | -   | -  | -  | -  | 15 | 1   | 0,06 |      |      |
| N-1973 | 14            | 4             | -   | -  | -  | -  | 14 | 4   | 0,51 |      |      |
| M-1974 | 17            | 7             | -   | -  | 7  | 0  | 24 | 7   | 0,29 |      |      |
| N-1974 | 25            | 4             | -   | -  | -  | -  | 25 | 4   | 0,16 |      |      |
| M-1975 | 24            | 5             | -   | -  | 11 | 0  | 35 | 5   | 0,14 |      |      |
| N-1975 | 8             | 1             | -   | -  | -  | -  | 8  | 1   | 0,12 |      |      |
| M-1976 | 9             | 0             | -   | -  | -  | -  | 9  | 0   | 0,00 |      |      |
| M-1978 | 31            | 2             | -   | -  | -  | -  | 31 | 2   | 0,06 |      |      |
| N-1978 | 14            | 0             | -   | -  | -  | -  | 14 | 0   | 0,00 |      |      |
| M-1979 | 5             | 0             | -   | -  | -  | -  | 5  | 0   | 0,00 |      |      |
| Total club | Total club    | 292           | 43  | 6  | 0  | 29 | 2  | 327 | 45   | 0,13 |      |
| Platense Argentina |               |               |     |    |    |    |    |     |      |      |      |
| 1.ª | M-1980        | 28            | 6   | -  | -  | -  | -  | 28  | 6    | 0,21 |      |
| 1.ª | N-1980        | 11            | 2   | -  | -  | -  | -  | 11  | 2    | 0,18 |      |
| 1.ª | M-1981        | 34            | 3   | -  | -  | -  | -  | 34  | 3    | 0,08 |      |
| 1.ª | N-1981        | 10            | 0   | -  | -  | -  | -  | 10  | 0    | 0,00 |      |
| Total club | Total club    | 83            | 11  | 0  | 0  | 0  | 0  | 83  | 11   | 0,13 |      |
| Sarmiento Argentina |               |               |     |    |    |    |    |     |      |      |      |
| 1.ª | N-1982        | 14            | 1   | -  | -  | -  | -  | 14  | 1    | 0,07 |      |
| 1.ª | M-1982        | 10            | 0   | -  | -  | -  | -  | 10  | 0    | 0,21 |      |
| Total club | Total club    | 24            | 1   | 0  | 0  | 0  | 0  | 24  | 1    | 0,04 |      |
| Unión San Vicente Argentina |               |               |     |    |    |    |    |     |      |      |      |
| 1.ª | N-1983        | 4             | 0   | -  | -  | -  | -  | 4   | 0    | 0,00 |      |
| Total club | Total club    | 4             | 0   | 0  | 0  | 0  | 0  | 4   | 0    | 0,00 |      |
| Total carrera | Total carrera | Total carrera | 403 | 55 | 6  | 0  | 29 | 11  | 438  | 66   | 0,15 |
| (1) Incluye datos de la Copa Argentina (1969, 1970). (2) Incluye datos de la Copa Libertadores (1971, 1972, 1974, 1975). (3) No incluye goles en partidos amistosos. |               |               |     |    |    |    |    |     |      |      |      |

### Selección nacional
| Selección | Año   | Amistoso | Amistoso | Copa América | Copa América | Total | Total |
| Selección | Año   | PJ       | G        | PJ           | G            | PJ    | G     |
| --------- | ----- | -------- | -------- | ------------ | ------------ | ----- | ----- |
| Argentina | 1972  | 2        | 0        | -            | -            | 2     | 0     |
| Argentina | 1975  | -        | -        | 4            | 1            | 4     | 1     |
| Argentina | Total | 2        | 0        | 4            | 1            | 6     | 1     |

### Resumen estadístico
| Competición            | Encuentros | Goles | Promedio |
| ---------------------- | ---------- | ----- | -------- |
| Primera División       | 403        | 55    | 0,13     |
| Copas nacionales       | 6          | 0     | 0,00     |
| Copas internacionales  | 29         | 2     | 0,06     |
| Selección de Argentina | 6          | 1     | 0,16     |
| Total                  | 444        | 67    | 0,15     |

## Palmarés
| Título           | Equipo                | País      | Año    |
| ---------------- | --------------------- | --------- | ------ |
| Primera División | C. A. Rosario Central | Argentina | N-1971 |
| Primera División | C. A. Rosario Central | Argentina | N-1973 |
| Primera A        | Atlético Nacional     | Colombia  | 1976   |